# Pressió social
La pressió social és la influència directa dels grups socials en la gent. També fa referència a l'efecte produït en un individu que se sent motivat a imitar els seus iguals canviant les seues actituds, els seus valors o comportaments per adaptar-los als del grup o persona influent. Per a l'individu, això pot tenir tant efectes negatius com positius o inclús els dos alhora. Els grups socials afectats inclouen tant grups d'afiliació 一en els quals els individus són membres “formals” (com ara partits polítics, sindicats, escoles)一 com les colles 一per exemple els grups d'amics, en els quals la pertinença no està gaire definida一. Malgrat això, una persona no ha de ser necessàriament membre d'un grup o ha de voler ser-ho per a patir pressió social. Els investigadors han estudiat els efectes d'aquest fenomen tant en la infantesa com en l'adolescència, ja que popularment, la pressió social està associada majoritàriament amb aquestes edats. En els xiquets, els temes comuns d'estudi analitzen les seves capacitats per a prendre decisions de manera independent; En el cas dels adolescents, s'ha realitzat una investigació significativa de la relació de la pressió social amb les relacions sexuals o l'abús de substàncies. La pressió social pot afectar persones de qualsevol ètnia, gènere i edat. Amb el desenvolupament de les noves tecnologies i internet, aquest tipus de pressió ha passat d'englobar la interacció estrictament cara a cara, a ocupar també la interacció digital. Les xarxes socials permeten tant a adolescents com a adults infondre i/o experimentar aquesta pressió diàriament.
Les investigacions suggereixen que no sols els individus sinó també les organitzacions, com ara grans empreses, són susceptibles de patir pressió social, per exemple, d'altres empreses de la indústria o de les seus centrals.